# Ruina del castillo de Dürnstein (Baja Austria)
La ruina del castillo Dürnstein se encuentra en la Wachau (un valle del Danubio),sobre el pueblo de Dürnstein en Baja Austria, Austria .

## Historia

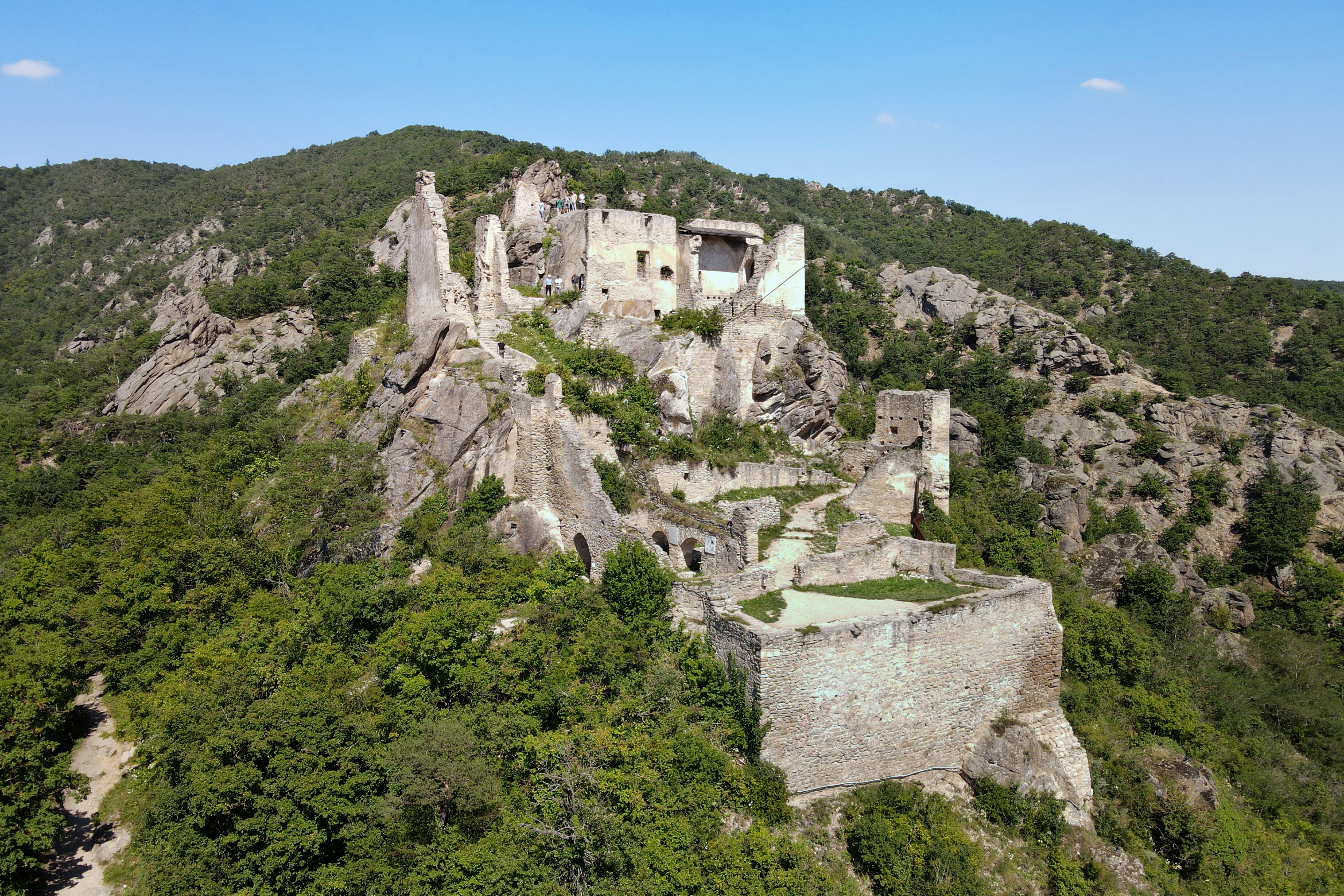
Vista aérea de las ruinas del castillo

El castillo fue construido en la roca por los Kuenringer a mediados del siglo XII. Azzo von Gobatsburg, antepasado de la familia Kuenring, adquirió los alrededores del castillo al monasterio de Tegernsee. Su nieto, Hadmar I, construyó el castillo. La ciudad de Dürnstein y el castillo están conectados por una muralla defensiva, prolongación de la muralla de la ciudad. Encima de la capilla se encontraba el patio interior del castillo, dentro del cual había un poderoso peñasco con una bodega de roca excavada.
El castillo es conocido porque el rey inglés Ricardo Corazón de León, de regreso tras la Tercera Cruzada, fue encarcelado en Dürnstein o en un castillo vecino desde diciembre de 1192 hasta marzo de 1193 por iniciativa del duque Leopoldo V bajo el mando de Hadmar II y luego entregado al emperador alemán Enrique VI.
En 1306 se menciona por primera vez una capilla del castillo, dedicada a San Juan Evangelista. En 1588, el castillo fue restaurado como fortaleza por Streun von Schwarzenau. En 1645, en la fase final de la Guerra de los Treinta Años, los suecos también conquistaron Dürnstein bajo Lennart Torstensson. Cuando se retiraron, volaron la puerta del castillo.
En 1662 el castillo ya no estaba habitado, pero podría haberse reparado. Un año más tarde, el “Castillo Dürnstein” apareció entre los lugares de refugio ante la amenaza turca. En 1679, la casa del castillo dejó de ser habitable y desde entonces fue abandonado al deterioro. 
En 1882 se construyó la torre mirador Starhemberg por encima de Dürnstein. El príncipe Camillo Starhemberg hizo construir el camino de acceso a sus expensas. Hoy en día, este camino forma parte de la Ruta del Patrimonio Mundial del valle de la Wachau.
- Datos: Q188358
- Multimedia: Burgruine Dürnstein / Q188358